# Hermanos Pistoleros Latinos
Hermanos Pistoleros Latinos (acortado como HPL o Brotherhood of Latin Gunmen) es una pandilla carcelaria mexicano-estadounidense fundada por Chino Avitia en Texas a principios de la década de 1980. Tanto al interior o fuera de las prisiones de Texas, particularmente en Laredo.  HPL está activo en varias parte de la frontera, siendo su bastión la vecina Nuevo Laredo. Se estima que el grupo contiene 1000 miembros. Los miembros mantienen vínculos con varios cárteles mexicanos y están involucrados en el tráfico de grandes cantidades de cocaína y marihuana desde México hacia los Estados Unidos para su distribución.

## Actividades criminales
Los Hermanos pistoleros comenzaron a crecer en la década de 1990 después de que la pandilla empezó a reclutar miembros fuera del Valle del Río Grande.  A los miembros originales de HPL del valle les molestaba que los nuevos miembros fuesen reclutados de San Antonio y Houston. Se produjo una lucha dentro de las filas de la pandilla de la prisión que provocó que el grupo se dividiera en dos capítulos separados. Los miembros originales de HPL decidieron llamarse HPL 45, mientras que los miembros de Houston y San Antonio son conocidos como 16/12. Ambas facciones se enfrentaron y se volvieron a reunir hasta 1998.
El 28 de octubre de 2014, es ejecutado Miguel Ángel Paredes, alías "Fat Boy", el cual había sido señalado de haber asesinado a tres personas (supuestos integrantes de la ]])en San Antonio, en el año 2000.
En octubre de 2022, cuatro miembros de los Hermanos Pistoleros fueron sentenciados de 87 a 180 meses de prisión, esto por haber golpeado a otro recluso Centro de detención de Rio Grande, dejando a la víctima en estado vegetal.